# Залізниця Баку — Тбілісі — Карс

Залізниця Баку — Тбілісі — Карс

«Залізниця Баку — Тбілісі — Карс» — транспортний коридор, що сполучає залізничні мережі Азербайджану, Грузії й Туреччини. Після багаторазових зсувів термінів завершення будівництва, розпочав свою роботу 30 жовтня 2017 року. Наразі використовується тільки для вантажних перевезень.
Будівництво проєкту почалося у 2007 році. У його рамках побудована залізнична лінія від станції Ахалкалакі в Грузії до залізничної станції в турецькому місті Карс, завдовжки 98 км, з яких 68 км припадає на долю турецької, 30 км — грузинської території. Також певна реконструкція необхідна на дільниці Ахалкалакі — Тбілісі.
Початкова вартість проєкту становила 422 млн доларів США, з них 202 млн повинні були бути направлені на будівництво грузинської дільниці, 220 млн доларів — турецької, однак пізніше вартість була переглянута у бік збільшення. На кінець 2008 року загальна вартість проєкту за різними оцінками перевищує 600 млн доларів США, витрати взяли на себе порівну Азербайджан, шляхом надання кредиту Грузії, і Туреччина. Азербайджан за мінімальною процентною ставкою виділив кредит Грузії на будівництво дільниці від Ахалкалакі до кордону з Туреччиною, за свій же рахунок Азербайджан проводить реконструкцію дільниці Марнеулі — Ахалкалакі.
На початковій стадії залізницею планується перевозити до 10 млн т вантажів, з подальшим збільшенням вантажопотоків до 25 млн т в найближчій перспективі. Цей проєкт також є частиною більш грандіозного проекту по сполученню залізниць південного Кавказу з Європою через Туреччину. За програмою розвитку залізниць Туреччини Мармарай, побудовано підводний залізничний тунель під протокою Босфор в Стамбулі, що забезпечить прямий зв'язок із загальноєвропейською мережею залізниць. Також в контексті проєкту планується будівництво залізниці з Карса в Нахічеванську АР. У перспективі, з виконанням проєктів швидкісного сполучення, проєкт Баку—Тбілісі—Ахалкалакі—Карс стане частиною залізничного швидкісного коридору Європа—Кавказ—Азія.